# St. Johannes der Täufer (Königsbrunn)

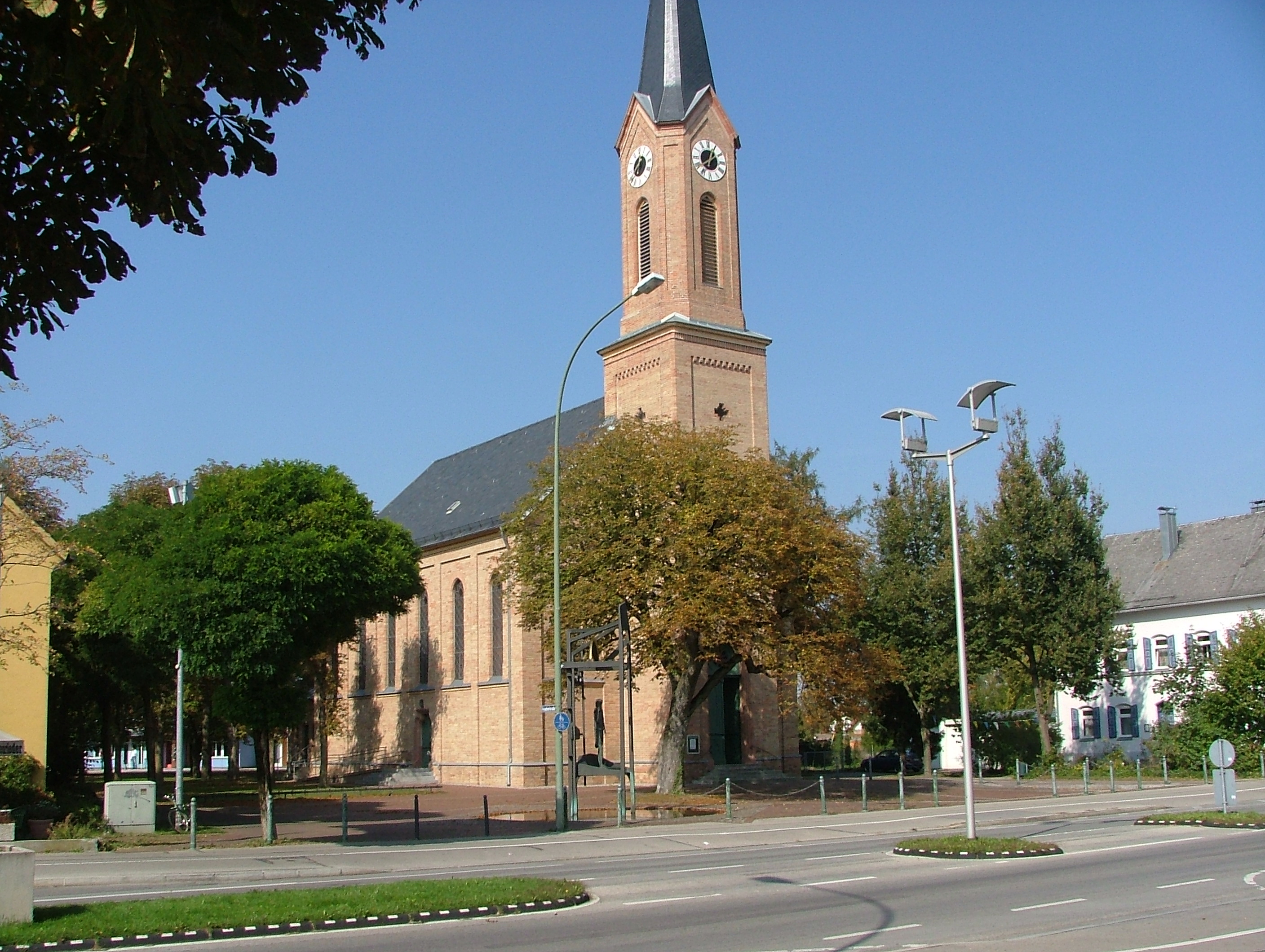
St. Johannes der Täufer in Königsbrunn

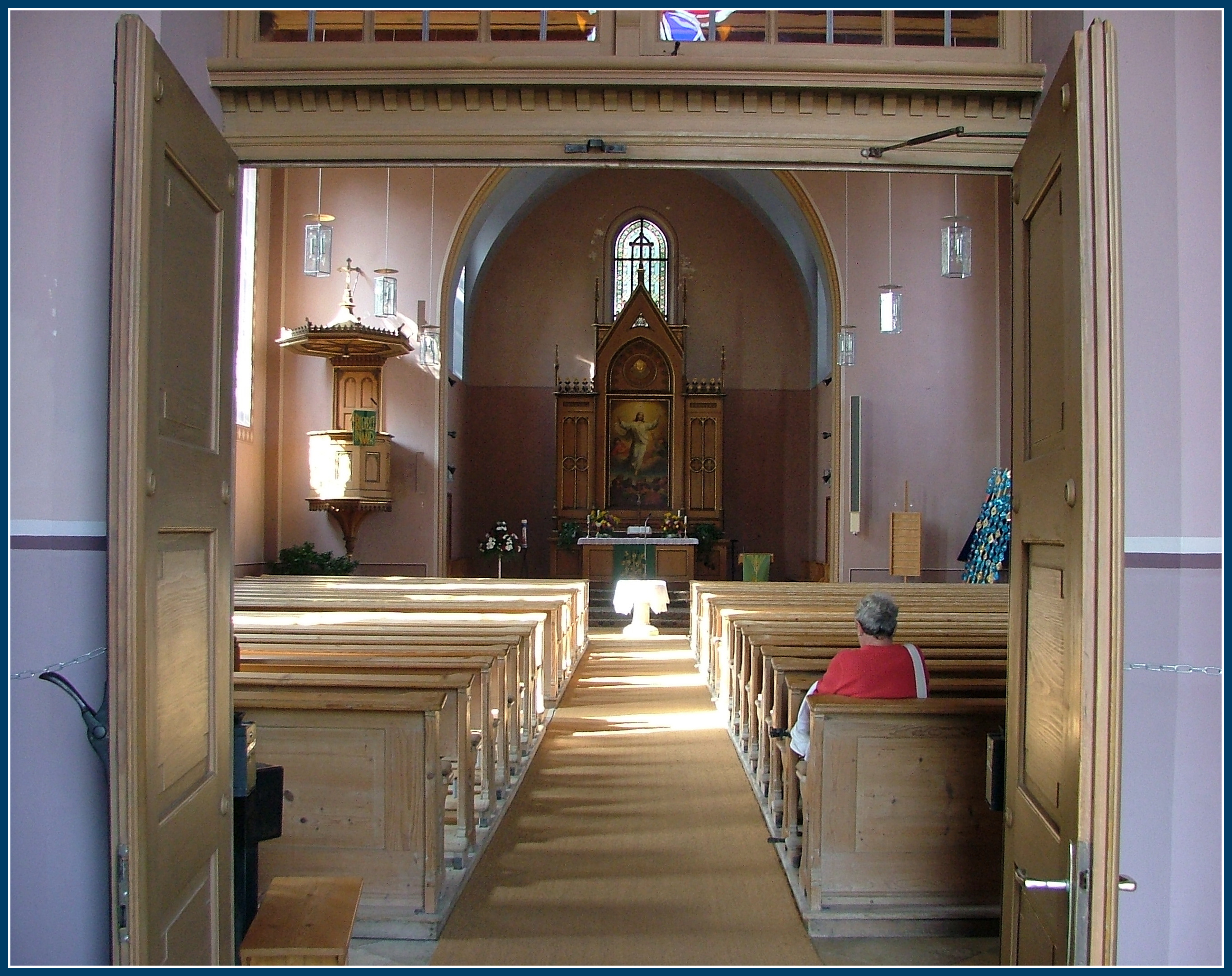
Innenansicht

Die evangelisch-lutherische Pfarrkirche St. Johannes der Täufer steht in Königsbrunn, einer Stadt im schwäbischen Landkreis Augsburg von Bayern. Das Bauwerk ist in der Liste der Baudenkmäler in Königsbrunn als Baudenkmal unter der Nr. D-7-72-163-2 eingetragen. Namensgeber der Kirche ist Johannes der Täufer.

## Geschichte
Die Saalkirche im Maximilianstil wurde 1859 von Georg Friedrich Christian Bürklein nach den überarbeiteten Plänen von Lorenz Hoffmann erbaut. Am 24. Juni 1861 wurde die Kirche eingeweiht. Die Kirche wurde innen im Zuge der Renovierungen in den Jahren 1889, 1929, 1960 wurde die Kirche innen mehrmals umgestaltet. Bei der letzten Renovierung 1982/83 erhielt der Innenraum wieder die ursprüngliche Farbfassung und Dekoration. 

## Architektur und Innenausstattung
Der Ziegelbau besteht aus einem Langhaus, einem eingezogenen Chor im Westen und einem Fassadenturm auf quadratischem Grundriss im Osten, dessen oberstes Geschoss mit abgeschrägten Ecken den Glockenstuhl und die Turmuhr beherbergt, und der mit einem achtseitigen spitzen Helm zwischen den Giebeln bedeckt ist. Der Innenraum des Langhauses ist mit einer Kassettendecke überspannt, der des Chors mit einem Stichkappengewölbe.
Die Kirchenausstattung stammt von 1860. Auf dem Altarretabel des Hochaltars hat Ferdinand Wagner die Himmelfahrt Christi dargestellt.